# Newag Impuls
Der Impuls ist ein Elektrotriebwagen des polnischen Herstellers Newag für den Regionalverkehr, der seit 2011 hergestellt wird.

## Geschichte
Der Vorgänger des Newag Impuls, der Newag 19WE, war die erste Eigenkonstruktion des Herstellers Newag. Von 2008 bis 2010 wurden jedoch nur vier Züge hergestellt. Grund für die geringe Nachfrage war, dass es sich beim 19WE um ein reines Hochflurfahrzeug handelte und dass er somit keinen barrierefreien Einstieg ermöglichte. Als Konsequenz entwickelte Newag den Impuls als Fahrzeug mit Niederflureinstieg. Erster Kunde war die SKM Warschau. Es folgten Bestellungen der Koleje Dolnośląskie, Koleje Śląskie, Koleje Mazowieckie, der S-Bahn der Dreistadt und diverser Woiwodschaften, die die PKP-Tochtergesellschaft Przewozy Regionalne mit der Durchführung ihres Regionalverkehrs beauftragt haben: Die Woiwodschaft Ermland-Masuren, die Woiwodschaft Heiligkreuz, die Woiwodschaft Karpatenvorland, die Woiwodschaft Westpommern und die Woiwodschaft Oppeln. Somit sind die Triebzüge vom Typ Impuls heute in weiten Teilen Polens anzutreffen. Mit der Bestellung der italienischen Bahngesellschaft Ferrovie del Sud Est konnte Newag im Jahr 2015 den ersten Auftrag aus dem Ausland entgegennehmen.
Mit Serienfahrzeugen des Impuls wurden mehrfach Schnellfahrversuche auf der Bahnstrecke Grodzisk Mazowiecki–Zawiercie durchgeführt. Diese Schnellfahrstrecke erlaubt fahrplanmäßig eine Geschwindigkeit von 200 km/h. Im Februar 2013 erreichte ein Impuls 31WE der Koleje Dolnośląskie eine Geschwindigkeit von 211,6 km/h, im August 2015 erreichte ein Impuls 45WE der Koleje Mazowieckie eine Geschwindigkeit von 226 km/h.
Im Dezember 2023 fand ein Hackerteam heraus, dass der Hersteller die Wartung der Züge in Fremdwerkstätten durch einen versteckten Killswitch verhinderte. Dieser blockierte die Züge nach einem bestimmten Datum oder wenn sie bestimmte Zeit nicht bewegt wurden. Eine Version des Zugcontrollers enthielt GPS-Koordinaten, welches dieses Verhalten auf die Werkstätten Dritter beschränkte.

Newag Impuls bei unterschiedlichen Bahngesellschaften
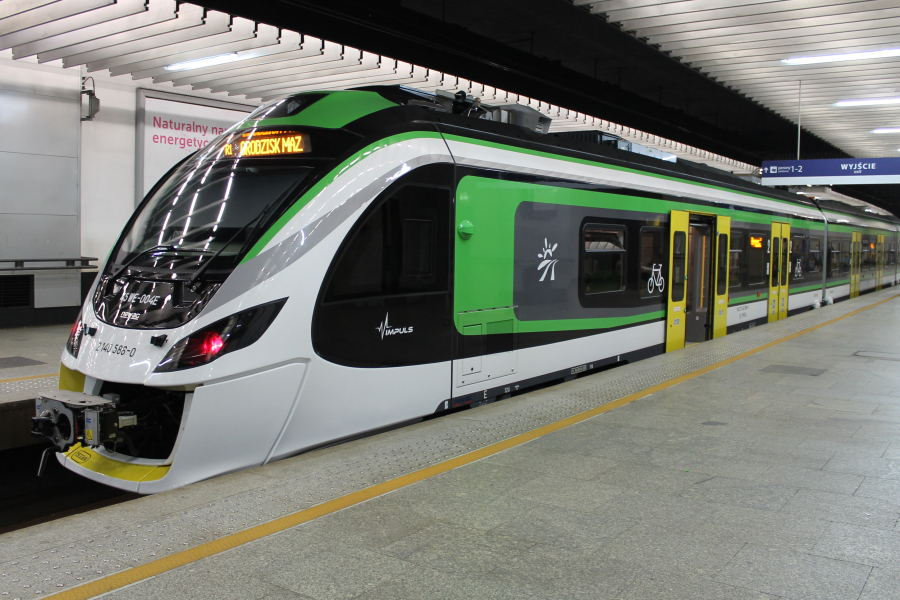
Koleje Mazowieckie
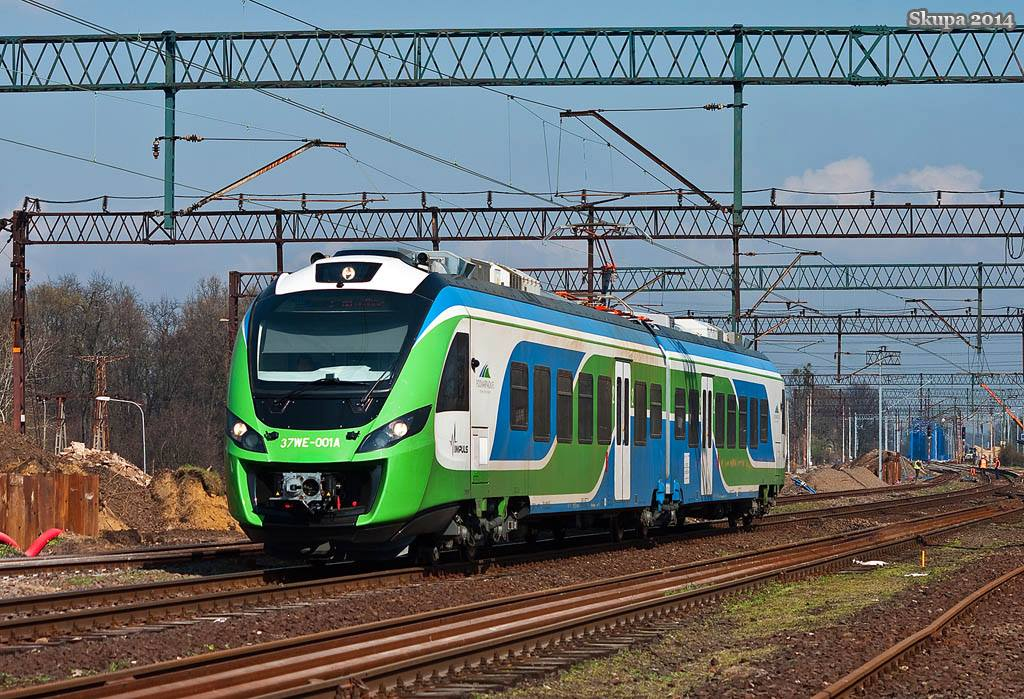
Przewozy Regionalne (Karpatenvorland)
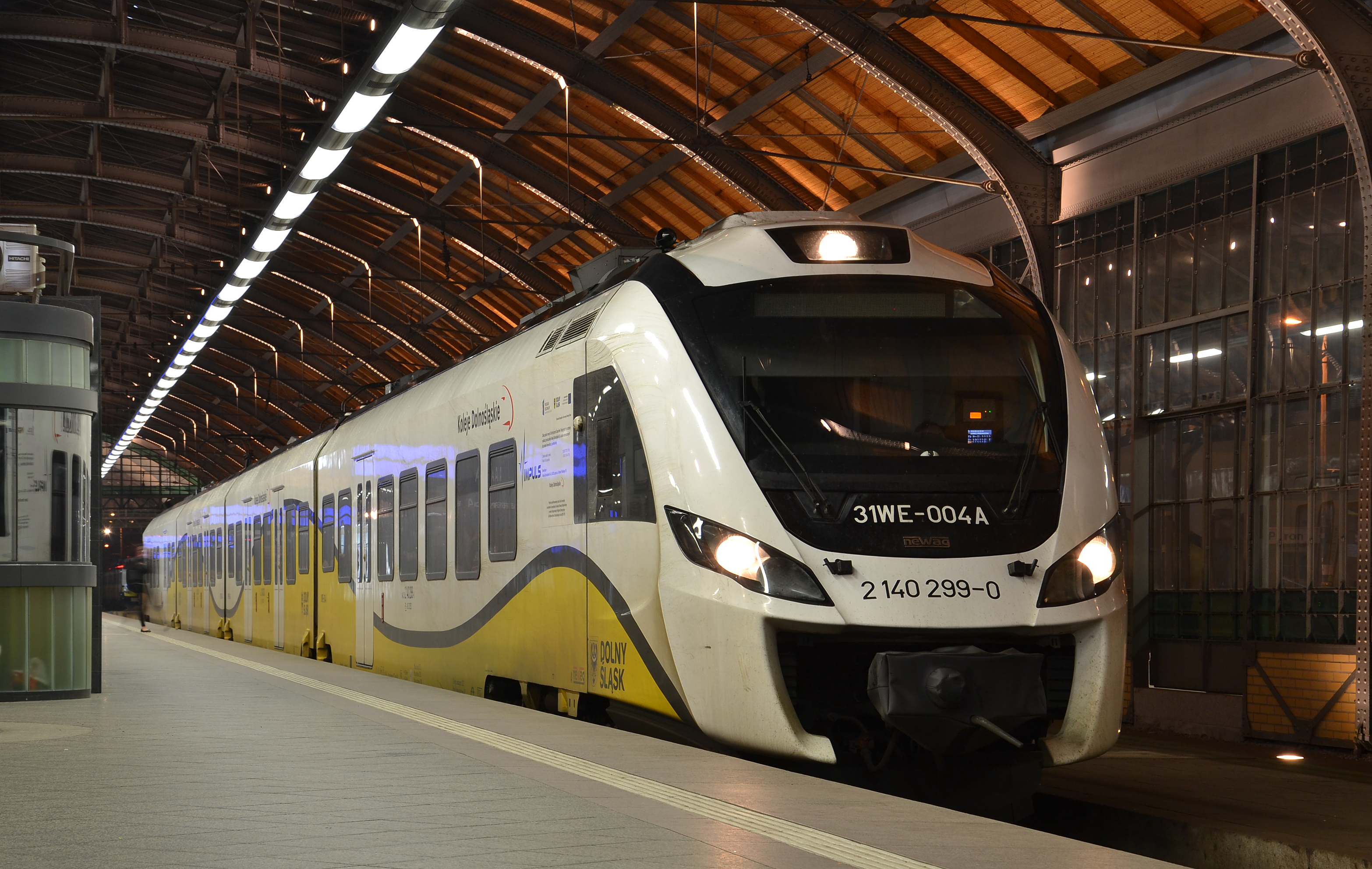
Koleje Dolnośląskie
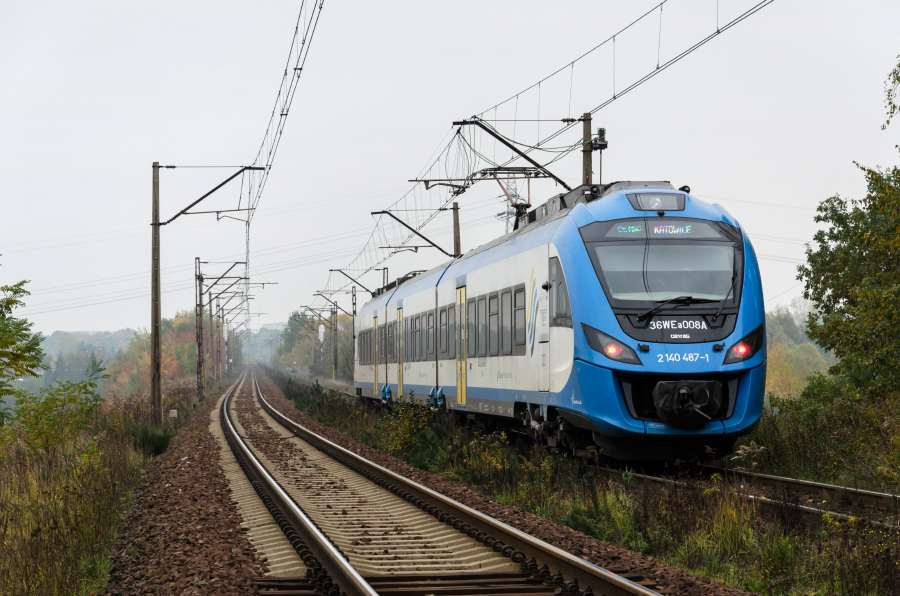
Koleje Śląskie

## Technik und Ausstattung
Der Newag Impuls wird in verschiedenen Varianten vom Zwei- bis Sechsteiler hergestellt. In der Regel werden die Drehgestelle an den Fahrzeugenden angetrieben, während sich in der Fahrzeugmitte die Laufdrehgestelle befinden. Eine Ausnahme bildet die sechsteilige Version: Hier werden auch zwei Drehgestelle in der Zugmitte angetrieben. Hierbei werden Drehstrom-Asynchronmotoren verwendet, die eine Bremsenergierückgewinnung ermöglichen. Die Laufdrehgestelle werden als Jakobs-Drehgestelle ausgeführt. An den Fahrzeugenden befinden sich automatische Mittelpufferkupplungen, die einen Einsatz in Mehrfachtraktion ermöglichen. Allen Konfigurationen gemein ist die im Regelbetrieb erreichbare Höchstgeschwindigkeit von 160 km/h. Der Führerstand erfüllt die Norm EN 15227 zur Crashsicherheit. Im Fahrgastraum befinden sich ein Mehrzweckabteil, eine Klimaanlage, die Anzeigen des Fahrgastinformationssystems und, je nach Verkehrsunternehmen, Fahrkartenautomat und Entwerter. Der Führerstand kann mit Wasserkocher und Kühlschrank ausgestattet werden.

Detailansichten einzelner Komponenten
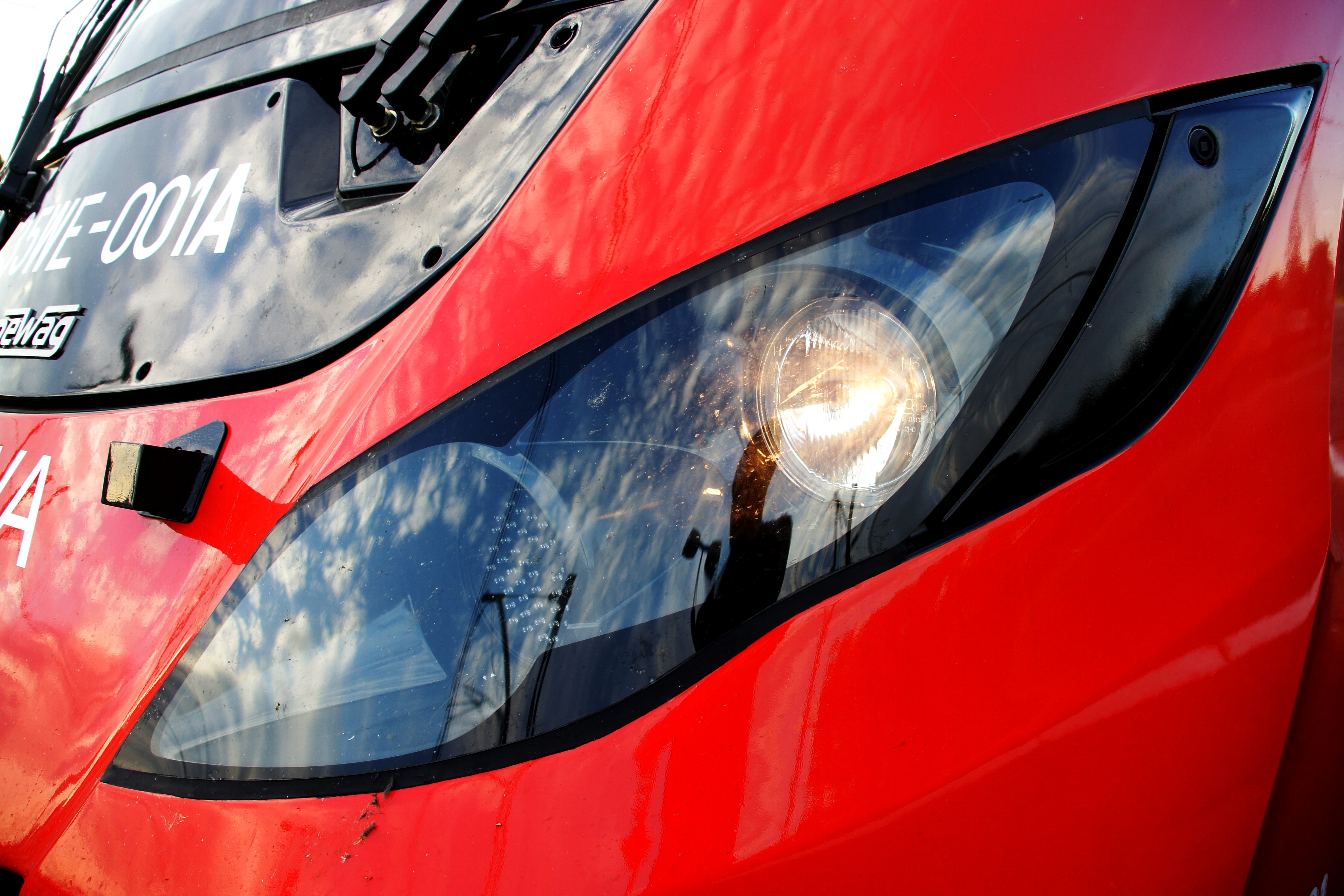
Scheinwerfer
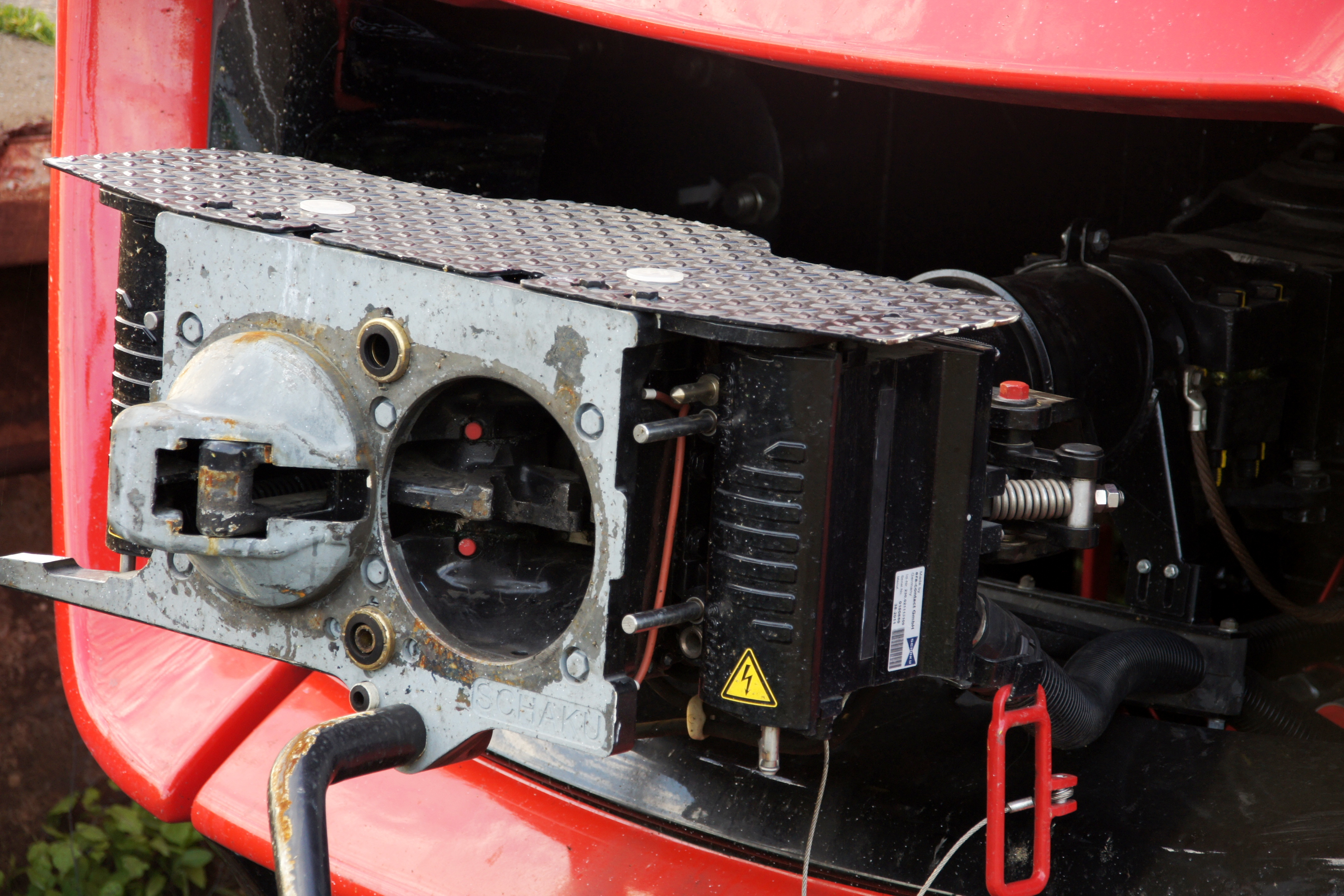
Kupplung
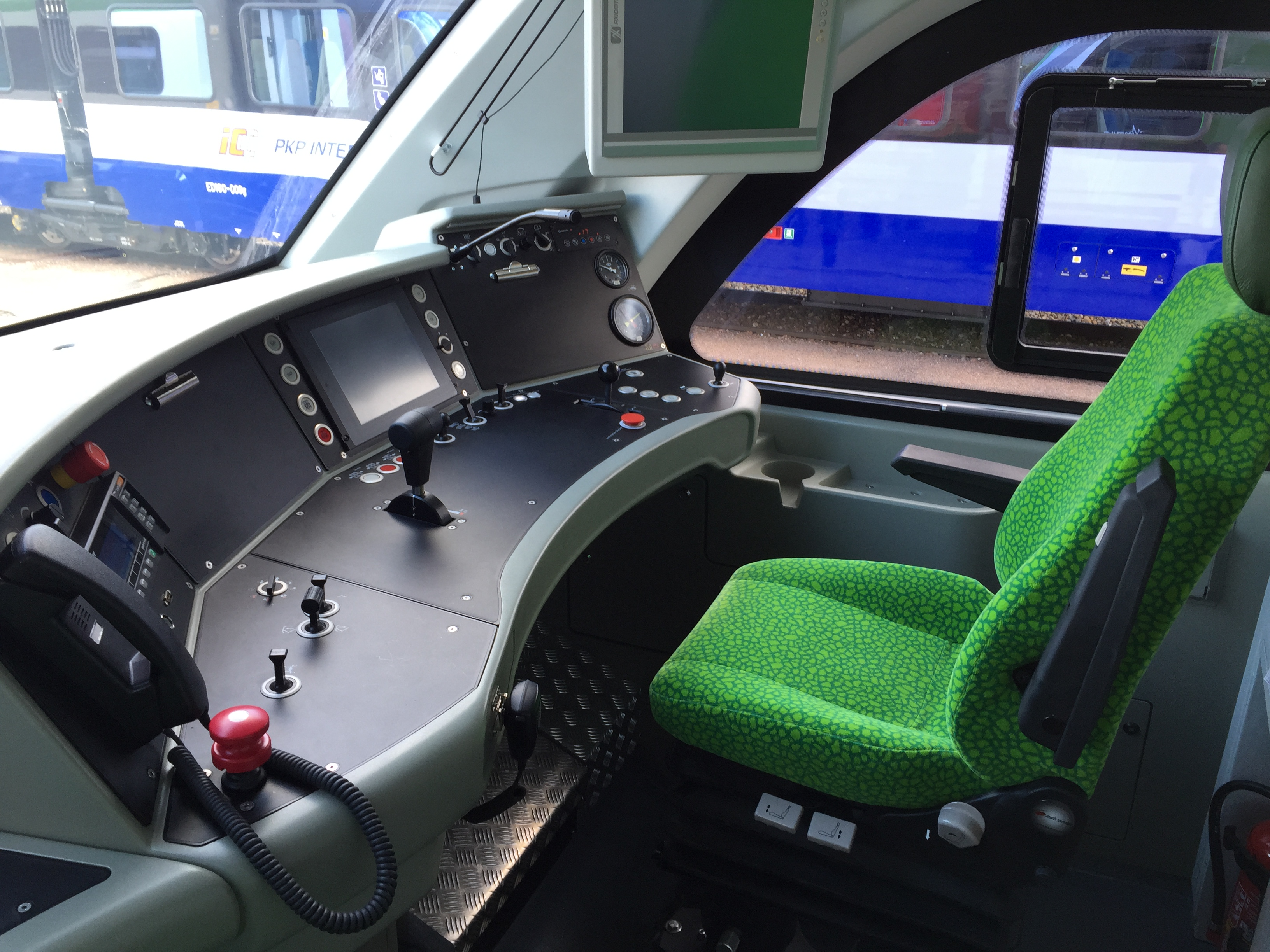
Führerstand
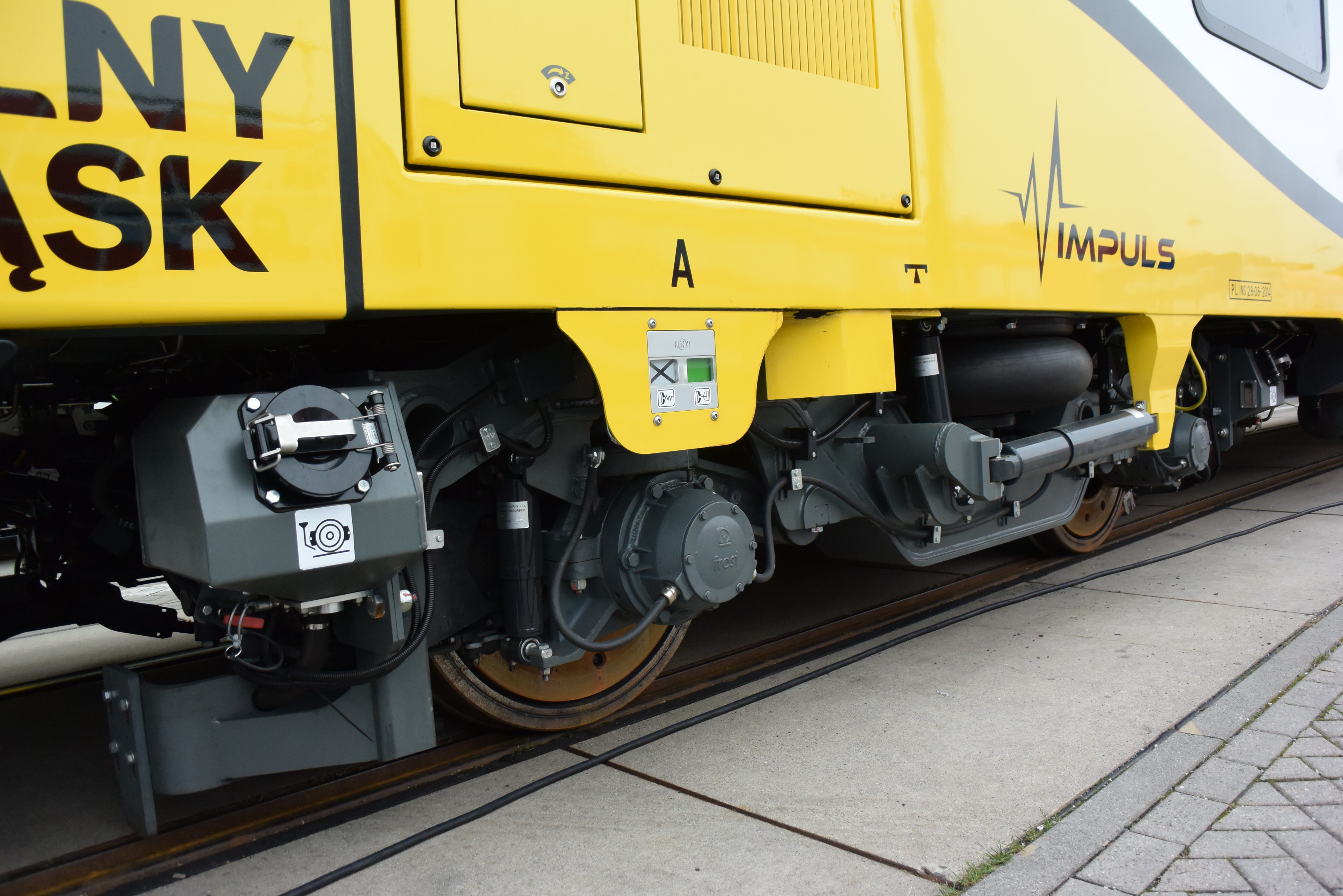
Drehgestell
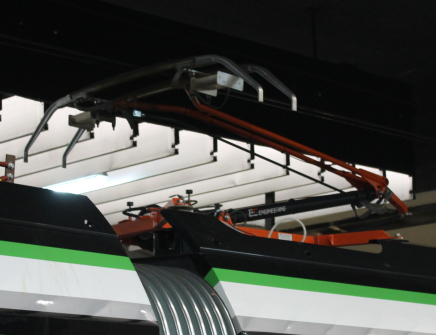
Stromabnehmer

### Variantenübersicht
Der Newag Impuls wird in unterschiedlichen Konfigurationen angeboten:
| Variante | Wagenzahl | Länge über Kupplung | Leistung | Kapazität |
| -------- | --------- | ------------------- | -------- | --------- |
| 31WE     | 4         | 74.400 mm           | 2000 kW  | 436       |
| 35WE     | 6         | 113.600 mm          | 3200 kW  | 922       |
| 36WE     | 3         | 58.400 mm           | 1600 kW  | 330       |
| 37WE     | 2         | 42.400 mm           | 1600 kW  | 265       |
| 45WE     | 5         | 91.900 mm           | 2000 kW  | 500       |